# Maià de Montcal
Maià de Montcal est une commune de la province de Gérone, en Catalogne, en Espagne dans la comarque de Garrotxa.

## Géographie
Maià de Montcal est unecommune située dans les Pyrénées.